# In the Groove
In the Groove (abreviado ITG) es el primer juego de la franquicia In the Groove publicado y desarrollado por Roxor Games, y fue lanzado por primera vez el 6 de agosto de 2005.

## Estilo de juego
In the Groove utiliza mecanismos similares a los de la serie de Konami, Dance Dance Revolution. La base del juego consiste en que el jugador mueve sus pies en un patrón establecido, dando un paso en el tiempo al ritmo general de la música o ritmo de la canción. 
Como DDR, hay cuatro flechas. Durante el juego normal, las flechas se desplazan hacia arriba desde la parte inferior de la pantalla y pasar por encima de las flechas fijas (en adelante, las "flechas guía" o "receptores"). Cuando las flechas en desplazamiento se superponen a las flechas fias, el jugador debe pisar las flechas correspondientes en la pista de baile. A las flechas más largas se les conoce como "retenciones" debe ser mantenido en toda su longitud para que puedan contar. al golpear exitosamente flechas en el tiempo con la música llena la barra de vida, mientras que no hacerlo, se drena. 
Si la barra de vida se agota durante el juego, el jugador falla la canción (a menos que la opción the fail at end of song este activad), por lo general resulta en fin prematuro del juego. De lo contrario, el jugador es llevado a la pantalla de resultados, que es donde se muestran las tasas de rendimiento de los jugadores con una calificación y un porcentaje de puntuación, entre otras estadísticas. El jugador puede entonces tener la oportunidad de volver a jugar, dependiendo de la configuración de cada máquina en particular (el límite es normalmente de entre 3-5 canciones por juego).
Los Stepcharts del juego In The Groove a veces puede contener tres o cuatro flechas en combinación (por lo general siendo necesario utilizar las manos). Los Stepcharts también puede contener Minas. Si un jugador está en una flecha cuando una mina pasa a través de la "flecha guía", explota y la salud se reduce.

## Modo de Juego
In The Groove ofrece varios modos de juego.
Modo de danza es el modo por defecto del juego. En este modo, un jugador elige una serie de canciones individuales a jugar (el valor predeterminado es tres). Después de las canciones se reproducen, el juego termina.
Modo de maratón es una modalidad extendida de juego. En este modo, un jugador elige una configuración predefinida de canciones que también puede tener una serie de modificadores predefinidos, cuyo propósito es hacer la canción más difícil. Cursos de maratón suelen tener cuatro canciones, aunque algunos tienen cinco canciones.
Modo de batalla es el modo de juego especializado en "vs". Dos jugadores (o un jugadore contra el ordenador) juegan tres canciones individuales de la misma dificultad. Durante la canción, ejecutado con éxito los pasos se llenan de un jugador "barra de energía". Cuando la barra de energía se llena por completo, un modificador se aplica al lado del adversario.
Survival Mode es un modo donde el jugador debe completar una serie de canciones con modificadores específicos, y evitar que se acabe el tiempo o el jugador falla.

## Lista de canciones
Esta lista cubre las 75 canciones disponibles en las versiones arcade y casera de In The Groove. Todas las canciones se pueden reproducir en el juego secuela, In The Groove 2 . Para las canciones en exclusiva para In The Groove 2, consulte la lista de canciones ITG2 .
Las dificultades que se abrevian para conservar espacio de tabla:
N = Novato
E = Fácil
M = Medio
H = Difícil
X = Experto
Tenga en cuenta las cifras dadas para cada nivel de dificultad son similares a la escala 1-10 de "footers" o "pies" en DDR, excepto que ITG elimina el nombre "footers" y añade tres dificultades adicionales, superando por mucho la máxima dificultad de 10 pies en los juegos DDR. Así, un 10 en el ITG es comparable a un 10-pies en DDR. Si se cuenta el número de cajas que muestra la dificultad, se dará cuenta de que solo hay 12 cajas. La número 13 van mucho más allá del reino de la realidad para la mayoría de la gente. Solo existe una canción con dificultad 13 para In The Groove 1, mientras que otras dos hacen su debut en la secuela.
Las canciones que tienen que ser desbloqueados en la versión arcade se destacan en rojo. Las canciones que son de In The Groove 2 se destacan en verde. También tienen que ser desbloqueadas.
Los pasos "novato" solo están disponibles en la versión doméstica, así como en la secuela. Además, hay un asterisco al lado de las rutinas Single Expert para "Why Me." Que solo está disponible en la secuela. Los pasos Double Expert no están incluidos en In The Groove 1, pero lo están en la secuela. Está marcado con un "^" para enfatizar esto.
Hay una canción que está en la versión arcade que no se puede jugar en modo normal. "Liquid Moon" (que también se utiliza como la música del menú) solo existe en la maratón "Energy". Es completamente jugable en la versión para el hogar y la secuela. Se destaca como una canción para el hogar.
Todas las canciones de Kyle A. Ward , (que incluyen Smiley, K Inspector, y canciones de Banzai) se puede encontrar en su álbum de estudio Synthsations que está disponible para su descarga digital.
| Title                                 | Artist                     | BPM     | Single | Single | Single | Single | Single | Double | Double | Double | Double |
| Title                                 | Artist                     | BPM     | N      | E      | M      | H      | X      | E      | M      | H      | X      |
| Anubis                                | Banzai                     | 110     | 1      | 5      | 7      | 8      | 10     | 2      | 8      | 9      | 10     |
| Bend Your Mind                        | Reflection Theory          | 140     | 1      | 6      | 7      | 9      | 10     | 6      | 8      | 9      | 10     |
| Boogie Down                           | Inurvise                   | 175     | 1      | 3      | 6      | 8      | 9      | 4      | 6      | 8      | 9      |
| Bouff                                 | Machinae Supremacy         | 200     | 1      | 5      | 7      | 9      | 10     | 5      | 7      | 9      | 10     |
| Bubble Dancer                         | Crispy                     | 137     | 1      | 3      | 5      | 7      |        | 3      | 7      | 9      |        |
| Changes                               | Sandy Rivera & Haze        | 125     | 1      | 2      | 4      | 7      |        | 1      | 5      | 8      |        |
| Charlene                              | Missing Heart              | 138     | 1      | 3      | 4      | 8      | 11     | 3      | 6      | 7      | 9      |
| Crazy                                 | DJ Doo                     | 135     | 1      | 2      | 5      | 7      |        | 3      | 6      | 7      |        |
| Da Roots (Folk Mix)                   | Mind Reflection            | 89-134  | 1      | 2      | 4      | 7      | 9      | 4      | 6      | 9      | 9      |
| Dawn                                  | KaW                        | 138     | 1      | 3      | 5      | 8      | 9      | 4      | 6      | 8      | 9      |
| Delirium                              | ☺                          | 163-280 | 1      | 2      | 6      | 8      | 12     | 6      | 8      | 9      | 11     |
| Disconnected                          | Inspector K                | 200     | 1      | 4      | 6      | 8      | 9      | 4      | 6      | 8      | 9      |
| Disconnected ~Hyper~                  | Inspector K                | 195     | 1      | 3      | 6      | 9      | 10     | 5      | 7      | 9      | 10     |
| Disconnected ~Mobius~                 | Inspector K                | 88-175  | 1      | 3      | 5      | 8      | 9      | 4      | 6      | 8      | 9      |
| DJ Party                              | BB Hayes                   | 130     | 1      | 2      | 5      | 8      |        | 1      | 4      | 7      |        |
| Do U Love Me                          | DJ Doo                     | 133     | 1      | 3      | 4      | 6      | 10     | 2      | 4      | 6      | 9      |
| Don't Promise Me                      | Reflection Theory          | 66-132  | 1      | 3      | 4      | 6      |        | 4      | 5      | 7      | 9      |
| Don't Promise Me ~Happiness~          | Reflection Theory          | 66-132  | 1      | 4      | 5      | 8      |        | 4      | 6      | 8      | 9      |
| Dreams of Passion                     | Dax                        | 97      | 1      | 2      | 4      | 5      |        | 1      | 2      | 5      |        |
| Drifting Away                         | Filo Bedo                  | 143     | 1      | 3      | 5      | 8      | 9      | 3      | 6      | 7      | 9      |
| Driving Force Classical               | Digital Explosion          | 168     | 1      | 2      | 5      | 8      | 9      | 4      | 7      | 8      | 9      |
| Euphoria                              | KaW feat. ☺                | 70-140  | 1      | 3      | 6      | 9      | 12     | 3      | 6      | 9      | 10     |
| Fly Away                              | Missing Heart              | 138     | 1      | 2      | 5      | 7      | 9      | 3      | 5      | 7      | 9      |
| Fly With Me                           | Nina                       | 29-137  | 1      | 2      | 5      | 7      | 9      | 4      | 6      | 8      | 9      |
| Flying High                           | Filo Bedo                  | 146     | 1      | 2      | 5      | 8      | 9      | 3      | 6      | 8      | 9      |
| Funk Factory                          | Money Deluxe               | 132     | 1      | 4      | 7      | 8      | 9      | 4      | 7      | 8      | 9      |
| Hand of Time                          | Reflection Theory          | 92-184  | 1      | 3      | 4      | 8      | 10     | 3      | 6      | 9      | 10     |
| Hardcore of the North                 | Digital Explosion          | 110-169 | 1      | 4      | 6      | 9      | 12     | 5      | 6      | 9      | 11     |
| Hip Hop Jam                           | Indiggo                    | 194     | 1      | 2      | 4      | 6      | 9      | 3      | 7      | 9      | 10     |
| Hybrid                                | Machinae Supremacy         | 185     | 1      | 3      | 5      | 9      | 10     | 3      | 8      | 9      | 10     |
| I Think I Like That Sound^^           | Kid Whatever               | 131     | 1      | 3      | 5      | 8      | 9      | 2      | 6      | 8      | 9      |
| I'll Get There Anyway                 | Sammi Morelli              | 100     | 1      | 3      | 6      | 7      |        | 1      | 5      | 7      |        |
| Incógnito                             | Inspector K                | 150     | 1      | 3      | 5      | 8      | 9      | 3      | 6      | 9      | 10     |
| Infection                             | Inspector K                | 170     | 1      | 3      | 6      | 8      | 11     | 3      | 6      | 9      | 10     |
| July                                  | ☺                          | 170     | 1      | 3      | 5      | 9      | 11     | 5      | 7      | 9      | 10     |
| Kagami                                | KaW                        | 73-146  | 1      | 3      | 5      | 8      | 10     | 5      | 8      | 9      | 11     |
| Kiss Me Red                           | Crispy                     | 137     | 1      | 2      | 5      | 7      | 9      | 3      | 5      | 6      | 9      |
| Land of the Rising Sun                | Spacekats                  | 136     | 1      | 3      | 5      | 7      |        | 4      | 6      | 8      | 9      |
| Lemmings on the Run                   | E-Rotic                    | 134     | 1      | 3      | 5      | 7      | 9      | 4      | 6      | 8      | 9      |
| Let Me Be The One                     | Sammi Morelli              | 123     | 1      | 3      | 4      | 6      |        | 2      | 5      | 7      |        |
| Let My Love Go Blind                  | Nina                       | 160     | 1      | 4      | 6      | 7      | 9      | 3      | 6      | 8      | 9      |
| Liquid Moon                           | Inspector K                | 160     | 1      | 2      | 6      | 8      | 9      | 2      | 6      | 9      | 10     |
| Mellow                                | Spacekats                  | 160     | 1      | 3      | 5      | 8      |        | 4      | 6      | 8      | 9      |
| Mouth                                 | Rochelle                   | 134     | 1      | 3      | 4      | 8      |        | 3      | 6      | 8      | 9      |
| My Favourite Game                     | Natalie Browne             | 68-136  | 1      | 3      | 5      | 6      | 10     | 2      | 5      | 7      | 9      |
| Mythology                             | Digital Explosion          | 138     | 1      | 3      | 7      | 9      | 11     | 4      | 8      | 9      | 10     |
| No 1 Nation                           | Anet                       | 200     | 1      | 4      | 7      | 8      | 9      | 5      | 7      | 9      | 10     |
| Normal                                | Anet                       | 141     | 1      | 3      | 5      | 7      |        | 1      | 6      | 8      |        |
| Not Worth The Paper                   | Dax                        | 133     | 1      | 2      | 4      | 6      |        | 2      | 5      | 7      |        |
| Oasis                                 | KaW                        | 145     | 1      | 3      | 4      | 9      | 10     | 5      | 7      | 9      | 9      |
| On A Day Like Today                   | Obsession                  | 134     | 1      | 3      | 5      | 7      | 9      | 2      | 5      | 7      | 9      |
| PA Theme                              | MC Frontalot               | 142     | 1      | 2      | 4      | 6      |        | 2      | 3      | 5      |        |
| Pandemonium                           | ZiGZaG                     | 330     | 1      | 5      | 9      | 11     | 13     | 6      | 9      | 10     | 12     |
| Perfect                               | Sammi Morelli              | 100     | 1      | 3      | 5      | 8      |        | 3      | 6      | 8      | 9      |
| Queen of Light                        | Missing Heart              | 132     | 1      | 3      | 4      | 7      | 10     | 3      | 6      | 8      | 9      |
| Remember December                     | Mind Reflection            | 192     | 1      | 3      | 6      | 9      | 10     | 5      | 7      | 9      | 9      |
| ROM-eo & Juli8                        | Nina                       | 135     | 1      | 2      | 6      | 7      | 9      | 3      | 5      | 7      | 9      |
| Solina                                | Evolution                  | 129     | 1      | 2      | 4      | 7      | 9      | 4      | 7      | 9      | 9      |
| Tell                                  | Symphonius w/Rossini       | 163     | 1      | 3      | 6      | 9      | 12     | 4      | 6      | 9      | 11     |
| Tension                               | Inspector K                | 85-180  | 1      | 5      | 6      | 9      | 10     | 5      | 6      | 9      | 10     |
| The Beginning                         | DJ Doo                     | 132     | 1      | 4      | 6      | 8      | 11     | 3      | 6      | 9      | 10     |
| The Game                              | Crispy                     | 138     | 1      | 2      | 5      | 8      | 9      | 3      | 5      | 8      | 9      |
| Torn                                  | Natalie Browne             | 128     | 1      | 3      | 5      | 7      |        | 3      | 6      | 7      | 9      |
| Touch Me                              | E-Rotic                    | 138     | 1      | 3      | 5      | 8      | 9      | 3      | 5      | 8      | 9      |
| Tough Enough                          | Vanilla Ninja              | 98-196  | 1      | 2      | 4      | 7      | 9      | 1      | 2      | 5      | 9      |
| Tribal Style                          | KaW                        | 140     | 1      | 3      | 6      | 9      | 10     | 3      | 5      | 9      | 11     |
| Turn It On                            | Georgetown                 | 120     | 1      | 3      | 5      | 7      | 9      | 2      | 5      | 8      | 9      |
| Utopia                                | ☺                          | 88-166  | 1      | 3      | 5      | 8      | 11     | 4      | 6      | 9      | 11     |
| VerTex                                | ZiGZaG                     | 60-612  | 1      | 6      | 7      | 10     | 12     | 6      | 9      | 10     | 12     |
| Walking on Fire (Blank & Jones Remix) | Evolution feat. Jayn Hanna | 138     | 1      | 3      | 5      | 8      | 10     | 3      | 6      | 9      | 9      |
| Which MC Was That?                    | MC Frontalot               | 111     | 1      | 3      | 5      | 7      |        | 2      | 3      | 5      |        |
| While Tha Rekkid Spinz                | DJ Zombie                  | 140     | 1      | 2      | 5      | 7      | 9      | 2      | 5      | 8      | 9      |
| Why Me                                | Desire                     | 126     | 1      | 2      | 4      | 6      | 9*     | 1      | 3      | 6      | 9^     |
| Xuxa                                  | ☺                          | 160     | 1      | 3      | 5      | 9      | 11     | 4      | 6      | 9      | 9      |
| Zodiac                                | Banzai                     | 107     | 1      | 2      | 5      | 7      | 9      | 2      | 7      | 9      | 10     |

^^ En la versión arcade original, la canción fue marcada en la rueda de canciones como "That Sound", pero las demás versiones siguientes se etiqueta como la canción "I Think I Like That Sound"

## Versiones Caseras
Dos versiones caseras de In The Groove fueron lanzadas. El primero fue lanzado para la PlayStation 2 el 17 de junio de 2005, y fue publicado por RedOctane. La versión de PS2 contiene el modo principiante que apareció en In The Groove 2 , Liquid Moon como una pista completamente jugable, y 4 canciones de la segunda parte. Una versión para PC fue lanzado el 16 de agosto de 2006, con tres canciones de la ahora cancelada In The Groove 3, soporte a la relación de aspecto de pantalla ancha, y el modo de edición. Un parche llamado Song Pack A fue puesto lanzado más tarde añadiendo las canciones y el tema de In the Groove 2.

## Demanda
Konami presentó una demanda en contra de Roxor Games por la violación de varios derechos el 9 de mayo de 2005 en el Distrito Este de Texas, un distrito conocido por su parcialidad a favor del demandante en los casos de patentes. Además, se modifica su denuncia el 1 de julio de 2005, para incluir el juego de baile "MC GROOVZ danceCRAZE" (un juego producido por Mad Catz para acompañar a su alfombra de baile). Konami afirma que Roxor ha infringido sus derechos de patente de juegos de baile, pero también va a reclamar que el reacondicionamiento de máquinas recreativas "que se ha hecho de manera infractora e injusta".
El 10 de julio de 2005, sin embargo, Konami modificó su demanda para incluir en el juego In The Groove para PS2 y su editor RedOctane. El 25 de julio de 2005, Roxor Games presentó una contrademanda en contra de Konami. En la reconvención, Roxor niega las acusaciones en la queja de Konami, afirmando que "In The Groove" no viola la ley de patentes y afirma que Konami ha participado en una competencia desleal.
Sin embargo, la demanda en última instancia, terminó en un acuerdo. El 18 de octubre de 2006, Roxor anunció que Konami ha adquirido los derechos de propiedad intelectual de la serie In The Groove como parte de la solución a este litigio. Los músicos y los desarrolladores del juego más tarde crean Pump It Up Pro, un spin-off de Pump It Up con la música y las características de ITG. La empresa Roxor Games se borró del mapa y se renombró como Step Revolution